# Jugokup u nogometu 1936.
Jugokup, odnosno Jugocup ili Jogoslavenski nogometni kup je igran od srpnja do prosinca 1936. 
 Kup su organizirali i u jemu sudjelovali vodeći nogometni klubovi u Jugoslaviji, nezadovoljni sustavom natjecanja državnog prvenstva za 1935./36. čija se završnica igrala po kup sustavu, te su ga bojkotirali prvaci Splitskog i Zagrebačkog podsaveza. U kupu je trebalo sudjelovati sedam momčadi, no BSK Beograd je odustao s obzirom na to da je bio oponent ostalim klubovima u prevlasti u Jugoslavenskom nogometnom savezu, kojeg je imao u za sebe. Iako je kup igran tokom 1936., igran je i u vrijeme trajanja prvenstva za 1936., koje je završilo u kolovozu te lige 1936./37., koja je počela u rujnu, ali su njene kvalifikacije igrane u kolovozu 1936., te se u ponekim izvorima spominje da je ovaj kup igran za 1936./37. 
 Kup je osvojila Jugoslavija iz Beograda.

## Rezultati

### I. kolo
| datumi                    | klub1               | klub2    | rezultati        | napomene                                                      |
| ------------------------- | ------------------- | -------- | ---------------- | ------------------------------------------------------------- |
| 26.07.1936. / 09.08.1936. | Jugoslavija Beograd | 5:0, 2:2 | HAŠK Zagreb      |                                                               |
| 26.07.1936. / 09.08.1936. | Concordia Zagreb    | 3:2, 0:1 | Hajduk Split     | Hajduk prošao zbog odbijanja Concordije da se igra produžetak |
| 09.08.1936. / 16.08.1936. | BASK Beograd        | 0:2, 1:3 | Građanski Zagreb |                                                               |
|                           | BSK Beograd         |          |                  | BSK odustao od natjecanja                                     |

### Poluzavršnica
| datumi                    | klub1               | klub2    | rezultati    | napomene |
| ------------------------- | ------------------- | -------- | ------------ | -------- |
| 23.08.1936. / 30.08.1936. | Jugoslavija Beograd | 3:0, 1:3 | Hajduk Split |          |
|                           | Građanski Zagreb    |          |              | slobodni |

### Završnica
| datumi                    | klub1            | klub2    | rezultati           | napomene |
| ------------------------- | ---------------- | -------- | ------------------- | -------- |
| 25.10.1936. / 06.12.1936. | Građanski Zagreb | 1:2, 0:4 | Jugoslavija Beograd |          |

## Poveznice
- Kvalifikacije za prvenstvo Jugoslavije u nogometu 1935./36.
- Prvenstvo Jugoslavije u nogometu 1935./36.
- Prvenstvo Jugoslavije u nogometu 1936./37.